# 에스플러네이드 시어터스 온 더 베이

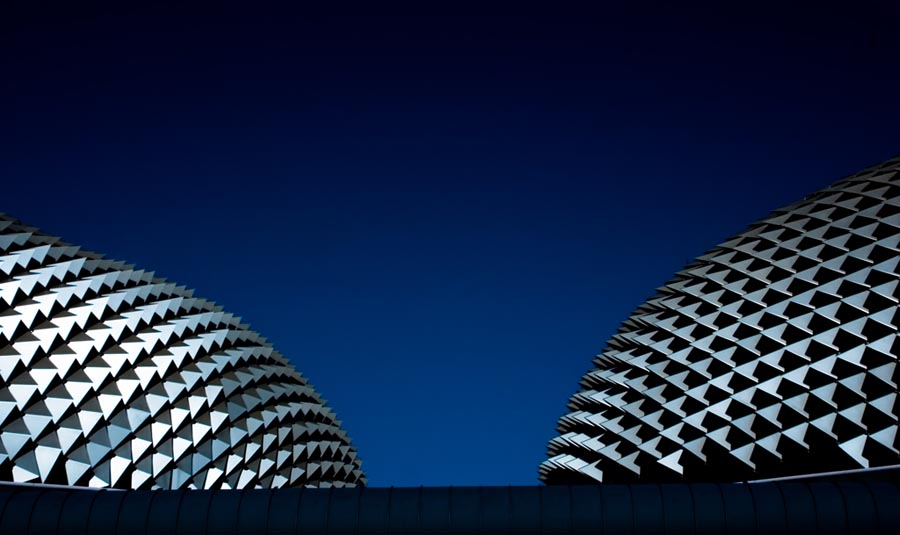
에스플러네이드 시어터스 온 더 베이

에스플러네이드 시어터스 온 더 베이(영어: Esplanade - Theatres on the Bay)은 싱가포르 정부에서 싱가포르섬을 동서양 공연 예술의 중심 지역으로 만들고자 마리나(Marina) 강변에 건설된 극장 등 종합 문화예술 시설이다. 오페라, 발레, 뮤지컬, 연극, 관현악, 실내악, 전통 음악 등의 각종 공연이 열리고 있다.
에스플라네이드 지역에 위치한 이 극장은, 1,600석 규모의 콘서트 홀과 2,000석 규모의 공연예술용 극장을 갖추고 있다. 에스플라네이드 극장 3층에는 싱가포르 최초의 공연예술 도서관이 있다. 또한 이 극장에는 야외공연장, 푸드코드 그리고 기념품점이 입주해 있는 에스플라네이드 몰(복합문화공간)이 있다. 이 건물 4층은 야외공간이다.